# Левкув
Левкув (пол. Lewków) — село в Польщі, у гміні Острув-Велькопольський Островського повіту Великопольського воєводства.
Населення — 1469 осіб (2011).

## Демографія
Демографічна структура станом на 31 березня 2011 року:
|          | Загалом | Допрацездатний вік | Працездатний вік | Постпрацездатний вік |
| -------- | ------- | ------------------ | ---------------- | -------------------- |
| Чоловіки | 757     | 169                | 529              | 59                   |
| Жінки    | 712     | 127                | 431              | 154                  |
| Разом    | 1469    | 296                | 960              | 213                  |